# Ян Кулеманс
Ян Кулеманс (нід. Jan Ceulemans, МФА: [ˈjɑn ˈkøːləˌmɑns]; нар. 28 лютого 1957, Лір) — бельгійський футболіст, півзахисник. По завершенні ігрової кар'єри — футбольний тренер. Наразі очолює тренерський штаб команди «Вестерло».
Як гравець насамперед відомий виступами за клуби «Льєрс» та «Брюгге», а також національну збірну Бельгії.
Включений до переліку «125 найкращих футболістів світу», складеного у 2004 році на прохання ФІФА до сторіччя цієї організації легендарним Пеле.
Чотириразовий чемпіон Бельгії. Дворазовий володар Кубка Бельгії. Володар Кубка Бельгії (як тренер).

## Клубна кар'єра
У дорослому футболі дебютував 1974 року виступами за команду клубу «Льєрс», в якій провів чотири сезони, взявши участь у 110 матчах чемпіонату. Більшість часу, проведеного у складі «Льєрса», був основним гравцем команди. У складі «Льєрса» був одним з головних бомбардирів команди, маючи середню результативність на рівні 0,35 голу за гру першості.
У 1978 році перейшов до клубу «Брюгге», за який відіграв 14 сезонів. Граючи у складі «Брюгге», також здебільшого виходив на поле в основному складі команди. В новому клубі був серед найкращих голеодорів, відзначаючись забитим голом в середньому майже у кожній другій грі чемпіонату. Завершив професійну кар'єру футболіста виступами за команду «Брюгге» у 1992 році.

## Виступи за збірну

Кулеманс (праворуч) у боротьбі з німцем Карлом-Гайнцом Ферстером у грі збірних на Євро-1980

У 1977 році дебютував в офіційних матчах у складі національної збірної Бельгії. Протягом кар'єри у національній команді, яка тривала 14 років, провів у формі головної команди країни 96 матчів, забивши 23 голи. Довгий час лишався рекордсменом національної команди за кількістю офіційних матчів у її складі, доки його результат не був перевершений 2017 року Яном Вертонгеном.
У складі збірної був учасником чемпіонату Європи 1980 року в Італії, де разом з командою здобув «срібло»; чемпіонату світу 1982 року в Іспанії; чемпіонату Європи 1984 року у Франції; чемпіонату світу 1986 року у Мексиці, чемпіонату світу 1990 року в Італії.

## Кар'єра тренера
Розпочав тренерську кар'єру відразу ж по завершенні кар'єри гравця, 1992 року, очоливши тренерський штаб клубу «Ендрахт».
В подальшому очолював команди клубів «Інгельмюнстер» та «Вестерло» та «Брюгге».
У 2007 році знову призначений головним тренером клубу «Вестерло», який тренував до 2012 року.

## Титули і досягнення

### Як гравця
- Чемпіон Бельгії (4):

«Брюгге»: 1979–80, 1987–88, 1989–90, 1991–92
- Володар Кубка Бельгії (2):

«Брюгге»: 1985–86, 1990–91
- Володар Суперкубка Бельгії (5):

«Брюгге»: 1980, 1986, 1988, 1990, 1991
- Віце-чемпіон Європи: 1980

### Як тренера
- Володар Кубка Бельгії (1):

«Вестерло»: 2000-01
- Володар Суперкубка Бельгії (1):

«Брюгге»: 2005

### Особисті
- Включений до списку ФІФА 100: 2004
- Футболіст року в Бельгії: 1980, 1985, 1986